# Therawada
Therawada (pāli: थेरवाद theravāda; sanskr. स्थविरवाद sthaviravāda; dosł. „doktryna starszych”) – najdłużej istniejąca szkoła buddyjska spośród wczesnych szkół buddyjskich. Jej zwolenników zwiemy therawadinami (sanskr. theravādin, dosł. „głoszącymi (-vādin)) [to, co nauczają] starsi” (thera), czyli mistrzowie, nauczyciele wywodzący swą naukę bezpośrednio od Buddy.
Przez kilka wieków była religią dominującą na Sri Lance (78%) i w kontynentalnej, Południowo-Wschodniej Azji (południowo-wschodnia część Chin, Kambodża, Laos, Birma i Tajlandia). Zyskuje sobie także popularność w Singapurze i Australii. Wyodrębniona poprzez schizmę, która miała miejsce na III soborze buddyjskim (Pāṭaliputra, 250 p.n.e.), która miała odłączyć się od „nauki starszych” (kierujących zakonem (sanghą)). Termin „theravāda” po raz pierwszy pojawia się w VII w. w manuskryptach należących do nich samych. Owe manuskrypty mówią, iż szkoła pragnie zachować autentyczne nauki Buddy Śakjamuniego. Wyznawcy tej tradycji wywodzą swą linię od sthawirawadinów (sanskr. sthaviravādin, pālijskie: thera = sanskryckie: sthavira) od których oddzielili się mahasamghikowie (sanskr. mahāsaṃghika) na II soborze buddyjskim (Vesali, 383 p.n.e.) kiedy to mnisi pod przewodnictwem Mahākassapy Thery zajęli ortodoksyjną pozycję przestrzegania wszystkich „pomniejszych i pośrednich” przykazań ustanowionych przez Buddę Gotamę. Do dzisiaj tę tradycję uważa się za radykalną, konserwatywną i ortodoksyjną.
Czasami tej tradycji przyczepia się etykietkę „hināyāna” („Niższy Wóz”, „Gorszy Wóz”) w opozycji do mahāyāny („Wielkiego Wozu”). Jednak nie jest to właściwe zarówno ze względu na poprawność merytoryczną, jak i historyczną. Theravāda nigdy bowiem w historii sama siebie nie określała tym mianem, a zwolennicy mahāyāny tę nazwę stosowali łącznie do 18 szkół wczesnego buddyzmu, w tym i wymienionych poniżej.
Zdaniem André Bareau („Les sectes bouddhique du Petit Vehicule”, s. 205), theravāda określa siebie jako szkołę odrębną od ok. 30 szkół, zwł. od mahāsaṃghiki, sarvāstivādy i vātsīputrīyi-saṃmitīyi – szkół, które rozwinęły się między II a V wiekiem w. po śmierci Buddy (czyli między III wiekiem p.n.e. a I wiekiem n.e.). Dzisiaj theravāda liczy sobie ponad 100 milionów wyznawców na całym świecie. W zeszłych dekadach XX w. theravāda zaczęła rozwijać się na Zachodzie. W Polsce Therawada pojawiła się około lat 70, praktykowana przez pojedyncze osoby. Obecnie theravāda zyskuje coraz większe zainteresowanie, jednak nikt nie zna dokładnej liczby osób deklarujących jej wyznawanie.

## Początki tradycji

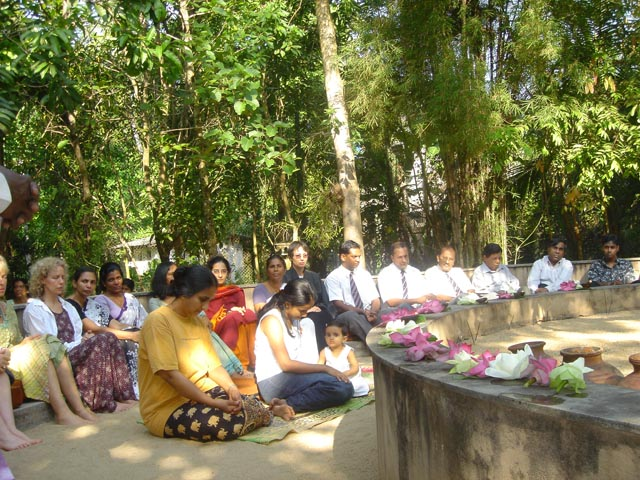
Poranna medytacja w Colombo (Sri Lanka)

Szkoła theravādy wywodzi się ostatecznie z grupy vibhajjavāda, która wyłoniła się ze starszej grupy sthavira w czasie Trzeciej Rady Buddyjskiej (około roku 250 p.n.e.), podczas rządów Cesarza Aśoki w Indiach. Po Trzeciej Radzie, vibhajjavādini stopniowo rozwinęli się w cztery grupy: mahīśāsaka, kāśyapīya, dharmaguptaka oraz tāmraparnīya. Theravāda pochodzi od tāmraparnīya, co oznacza „linię lankijską”. Z drugiej strony, niektóre źródła twierdzą, że mahīśāsaka, kāśyapīya i dharmaguptaka nie wywodzą się prosto od vibhajjavādinów.
Nazwa tāmraparnīya została nadana lankijskiej linii w Indiach i nie ma oznak, że oznaczało to jakiekolwiek zmiany w doktrynie lub świętych pismach, ponieważ nazwa odnosi się tylko do położenia geograficznego. Theravādini oceniając swoje pochodzenie wspominają, że przyjęli nauki, w sprawie których porozumiano się podczas trzeciej rady buddyjskiej i które to nauki znane były jako vibhajjavada.
Vibhajjavādini postrzegają siebie jako kontynuatorów ortodoksyjnych sthavirów i po Trzeciej radzie kontynuują odnoszenie się do swojej szkoły jako sthavira/thera („Starsi”), pomimo tego, że ich doktryna jest prawdopodobnie podobna do starszych sthavirów, ale raczej nieidentyczna. W VII wieku chińscy pielgrzymi: Xuanzang i Yi Jing nazywali buddyjskie szkoły na Sri Lance „sthavira”. W Starożytnych Indiach te szkoły które używały sanskrytu jako religijnego języka nazywały swoją szkołę „sthavira”, ale te które używały pāli jako języka religijnego odnosiły się do swojej szkoły „thera”. Zarówno sthavira (w sansktrycie), jak i thera (w pāli) oznacza dosłownie „starsi”. Szkoła używała dla siebie nazwy theravāda co najmniej od czwartego wieku.

## Historia

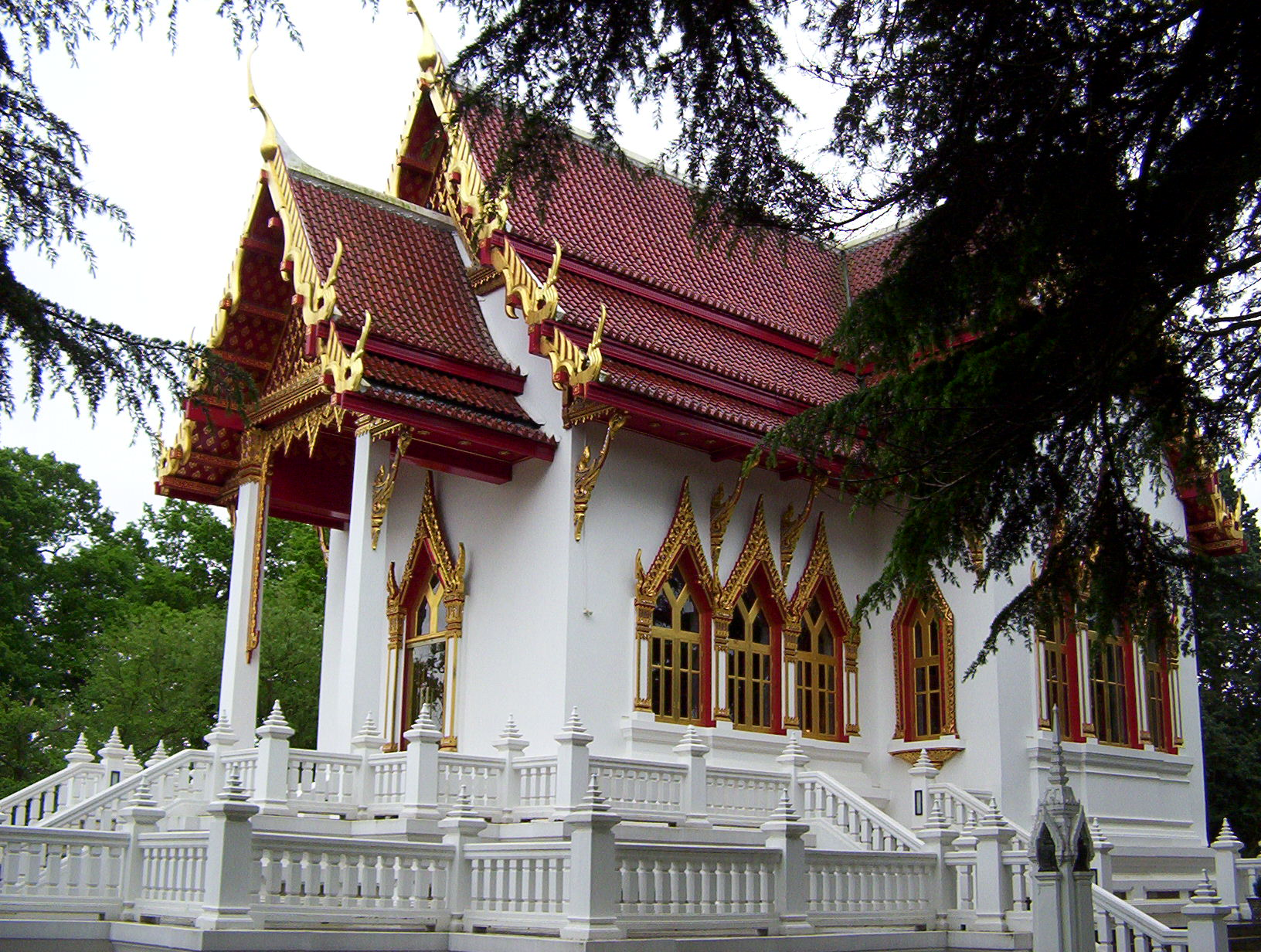
Tajska świątynia buddyjska w tradycji theravāda (konkretnie viharn – najświętsze miejsce w świątyni). Londyn (Wielka Brytania)

Podczas rządów króla Aśoki w Indiach, odbył się III sobór buddyjski w cesarskim mieście Pāṭaliputta (253 p.n.e.). Przewodniczącym zgromadzenia był czcigodny Moggaliputta Tissa, który zredagował pismo zwane Kāthavatthu („Punkty Sporne”), w którym starał się obalić to, co uważał za heretyckie i fałszywe, a co stanowiło teorie głoszone przez grupy mnichów.
Nauki uzgodnione i zaakceptowane przez zgromadzenie zostały określone jako „theravāda”. Na tym soborze Abhidhāmma Piṭaka została dodana do Kanonu i tym samym ustalono jego kształt. Został on później zabrany przez czcigodnego Mahindę na Sri Lankę 246 p.n.e. wraz z naukami theravādy. Tam spisano Kanon około 110 p.n.e. w takiej formie w jakiej się go spotyka dzisiaj. Ze Sri Lanki mnisi-misjonarze przenieśli nauki theravāda na Półwysep Indochiński.
Uczeni są zdania, że theravāda rozwijała się w kraju Magadhy na wschodzie i w mieście Ujjeni na zachodzie. W tamtejszych skałach zachowały się ryty naskalne i filary Aśoki. Z inskrypcji zachowanej w Bhabru wiemy, że szkoła theravāda zajmowała specjalne miejsce w sercu Aśoki. Napis poleca, by studiować pewne teksty buddyjskie zapisane w języku pālijskim.
Po szczytowym okresie theravādy, za czasów panowania Aśoki, jej znaczenie zaczęło się zmniejszać w północnych Indiach. W roku 428 do władzy dochodzi potężna Dynastia Guptów. Być może w tym wydarzeniu leży przyczyna upadku „indyjskiej” theravādy. Guptowie byli Hindusami i faworyzowali sanskryt. Był to czas ożywienia literatury sanskryckiej i zabrakło tu miejsca dla theravādy – buddyjskiej szkoły używającej wyłącznie języka pāli. Theravādinowie przenieśli się wtedy na południe Indii i osiedlili się na wschodnim wybrzeżu, gdzie narodzili się tacy buddyjscy komentatorzy jak Dhammapāla z Kāncīpury (dzisiaj Kanchipuram) i Buddhadatta z Uragapury.
Jednak największym ośrodkiem theravādy, jeszcze na długo przed podróżą na południe, była Mahāvihāra („Wielki Klasztor”) nieopodal Anuradhapury na Śri Lance. Tam działał słynny Bhadantācariya Buddhaghosa, największy z komentatorów tradycji theravāda. Miejsce to było ostoją świętego języka pāli i miejscem pracy wielu wybitnych pisarzy palijskich. Ówczesne antagonistyczne sekty są stosunkowo słabo znane (znamy tylko ich nazwy i krótkie streszczenia doktryn sporządzone przez zwolenników theravādy) – Mahāvihāra była bowiem dość potężna, by zwyciężyć swych przeciwników.
W wyniku wojen prowadzonych na Śri Lance tradycja theravādy okresowo tam zanikała. Wtedy sprowadzano mnichów z Birmy lub z Tajlandii, by odnowić tradycję wyświęcania (dlatego istnieje tam kilka tradycji wyświęceń). Podobnie było w Birmie i Tajlandii – kiedy linia wygasała, proszono o pomoc mnichów ze Śri Lanki.
Dzisiaj Śri Lanka wyróżnia się jako kraj mnichów – misjonarzy, którzy nie tylko mają za sobą intensywną praktykę buddyjską, ale także posiadają nowoczesne wykształcenie i tym skuteczniej mogą krzewić Dharmę, zwłaszcza na zachodzie.

## Nauki
Theravāda kontynuuje koncepcję Vibhajjavādy (pāli. „Nauka Analizy”), która używa krytycznych metod badawczych w opozycji do ślepej wiary. Dzięki tej metodzie badacz ma odkryć prawdę, po przyjęciu przekonywającej racji popartej własnym doświadczeniem, co poprowadzi na przedsionek ostatecznego celu.
Celem theravādinów jest osiągnięcie stanu wyzwolenia od cierpienia zgodnie z Czterema Szlachetnymi Prawdami. Przechodzi się w ten stan osiągając Nibbanę (sanskr. Nirvana) lub „Zdmuchnięcie”, kończąc tym samym cykl narodzin, starzenia się i chorób oraz śmierci (pāli. samsara). Theravāda naucza, że obecnie najszybciej można go osiągnąć jako arahanta (pāli. dosł. „Godzien”, „Zwycięzca Wrogów”). To stan, w którym wszystkie przyszłe narodziny mają się ku końcowi, gdzie „święty żywot się spełnił”, gdzie „wszystko co było do uczynienia zostało uczynione”, gdzie „nie ma już powrotu do ziemskiego życia”. W poglądzie theravādy stan arahanta jest we wszystkim podobny do stanu buddy. Jednak Budda pozostaje wciąż postacią godną szacunku dla arahantów, gdyż osiągnął Oświecenie samodzielnie i jest „Samo-w-pełni-Oświecony” a tym samym przetarł szlak i wskazał drogę innym.
Wyznawcy tej tradycji wierzą, że dzięki zaangażowaniu i oddaniu się praktyce można osiągnąć stan arahanta w ciągu jednych narodzin (w ciągu jednej inkarnacji) – podobnie, jak czynili to uczniowie Buddy w dawnych czasach.
Theravādini odrzucają pogląd Pudgalavādinów o istnieniu pudgala, a także poglądy o rzeczywistym istnieniu dharm.

## Święte pisma i język
Świętymi pismami tradycji theravādy jest Kanon palijski zwany też Tipiṭaką. Uznaje się, że zawierają oryginalny przekaz słów Buddy. Studiowanie sutt (sanskr. sutra) – świętych tekstów jest bardzo ważnym elementem praktyki nie tylko mnichów, ale także świeckich. We wszystkich krajach wyznających tę tradycję układ ksiąg jest taki sam. Jedynie w Tajlandii do kanonu dodane zostały dwa teksty (komentarze Nettippakarana i Peṭakopadesa), a w Birmie jeden (Milindapanha).
Poza Kanonem palijskim istnieje wiele tekstów bardzo ważnych dla tradycji theravādy. Są to głównie zbiory komentarzy i subkomentarzy do Tipiṭaki. Oprócz nich także w poczet ksiąg zaliczane są teksty quasikanoniczne i kroniki (zwłaszcza te relacjonujące życie klasztoru bądź religijnego życia w kraju).
Językiem świętych pism tradycji theravādy jest język pāli. Jest on bardzo zbliżony do języka, w którym Budda wygłaszał swe nauki. Theravāda jest bardzo silnie związana z tym językiem – można go uznać za język liturgiczny tej tradycji. Właśnie to przywiązanie do martwego języka wyróżnia ją spośród innych szkół buddyjskich, pozostała większość posiada teksty i „liturgię” w języku narodowym.

## Szkoły w tradycji theravādy
W tradycji theravādy istnieje wiele rodzajów szkół, które często odwołują się do różnych aspektów (lub części) Kanonu palijskiego, późniejszych komentarzy, lub różniących się praktyką. Pośród nich pojawiają się także różnice w vinaji – dyscyplinie klasztornej.
- Bangladesz:
  - Saṅgharaj Nikāya
  - Mahāsthabir Nikāya
- Birma:
  - Thudhamma Nikāya
    - Vipassanā tradycja Mahasi Sayadaw i Jego uczniów

  - Shwekyin Nikāya
  - Dvāra Nikāya
- Sri Lanka:
  - Siam Nikāya dzieli się na 6 mniejszych zakonów
  - Amarapura Nikaya dzieli się na 21–23 vams (l. poj. vamsa – pāli. tradycja)
  - Rāmañña Nikāya dzieli się na 2 mniejsze zakony
- Tajlandia
  - Mahā Nikāya
    - Dhammakaya
    - Suan Mokkh
    - Santi Asoke
    - Huppa Sawan

  - Thammayut Nikaya (lub Dhammayuth Nikāya)
    - Tajska tradycja Leśna
      - Tradycja Ajahn Chah’a

## Theravāda w Polsce
Do tradycji theravādy nawiązuje polska "Fundacja Theravāda", która zajmuje się propagowaniem wiedzy z zakresu buddyzmu tej szkoły, oraz upowszechnianiem technik medytacji i relaksacji. Do szkoły theravādy w tradycji leśnego buddyzmu Ajahna Brahma, nawiązuje także Polski Związek Wczesnego Buddyzmu